# جائزة نوبل للسلام 2006
مُنحت جائزة نوبل للسلام 2006 لمحمد يونس ومنظمة غرامين بنك تقديرًا لجهودهما في القروض الصغيرة الهادفة لخلق التنمية الاقتصادية والاجتماعية في بنغلاديش وفي الدول الناميّة بصفة عامة.

## محمد يونس

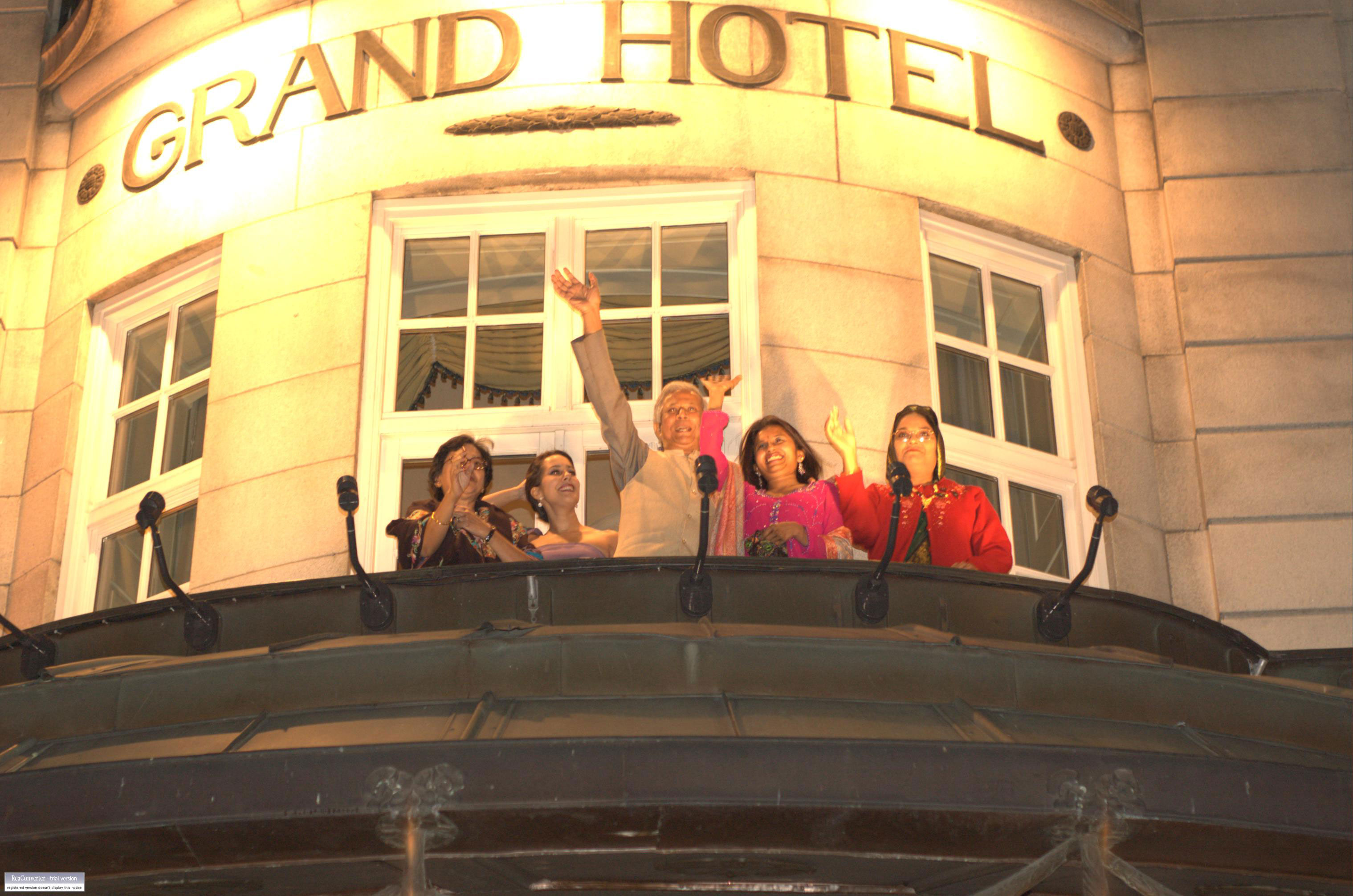
محمد يونس في فندق غراند في أوسلو بالنرويج

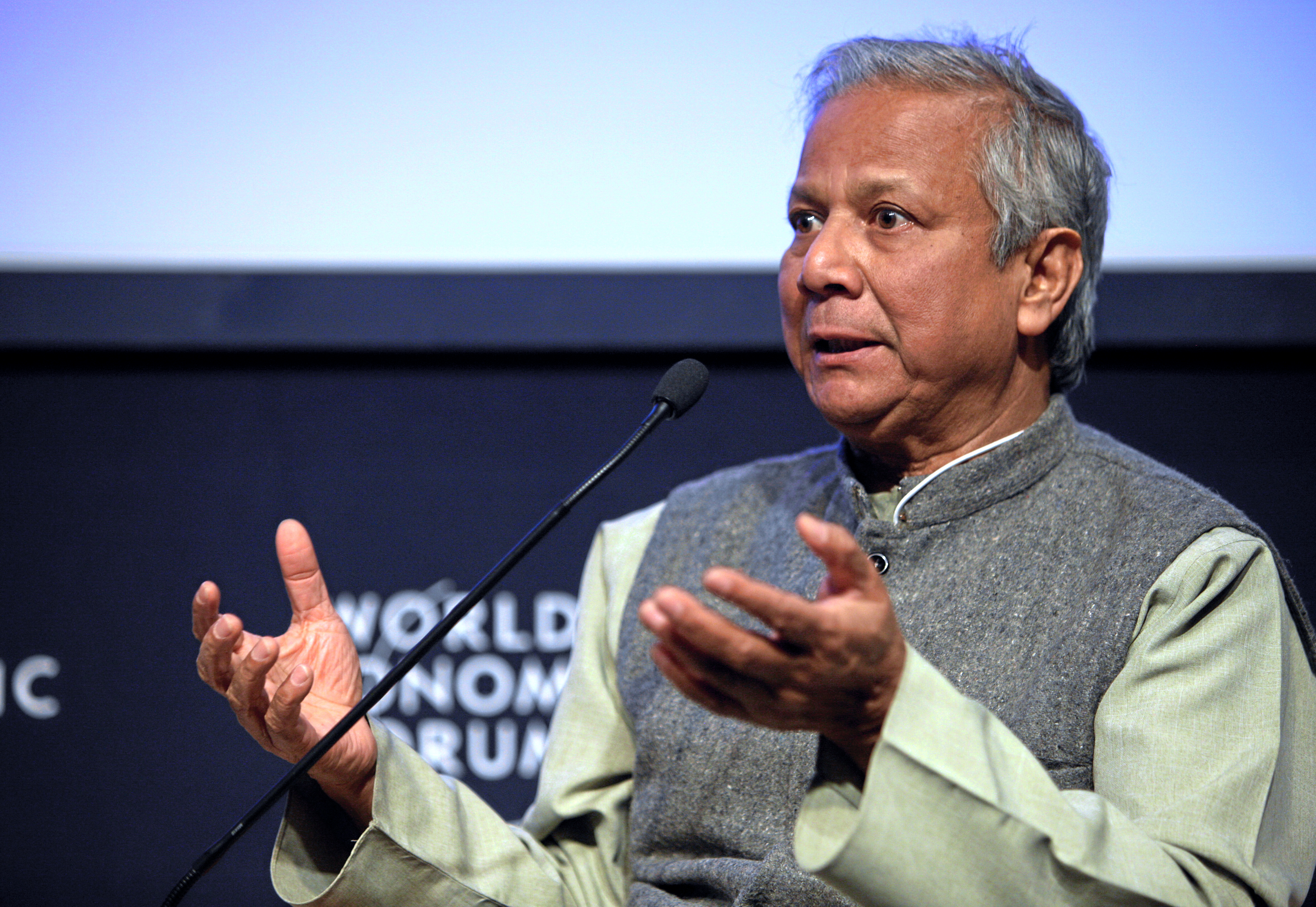
محمد يونس في الاجتماع السنوي عام 2009 في المنتدى الاقتصادي العالمي في دافوس بسويسرا.

حصلَ يونس على جائزة نوبل للسلام جنبًا إلى جنب مع بنك غرامين تقديرًا لجهودهما الكبيرة في خلقِ فرصٍ للتنمية الاقتصادية والاجتماعية. أُعلنَ عنِ الجائزة من قِبل اللجنة النرويجية لجائزة نوبل وهي اللجنة المُكلّفة باختيار الفائز بشتى فروع هذه الجائزة المرموقة. يُعدّ يونس أول بنغلاديشي يتوج بهذه الجائزة وقد سارعَ للإعلان مباشرة بعدَ تتويجهِ إلى أنّهُ سيستخدم جزءا من حصته من مبلغ 1.4 مليون دولار لإنشاء شركة لتقديم تغدية منخفضة التكاليف للفقراء في حين أن سيتبرعُ بالبقيّة لإنشاء مستشفى للعيون خاص بالفقراء كذلكَ في بنغلاديش.
أيّدَ الرئيس الأمريكي السابق بيل كلينتون منحَ الجائزة ليونس حيثُ أعرب عن هذا في حوارٍ له مع مجلّة رولينغ ستون، كما أعادَ تأييده في سيرته الذاتية في كتاب حياتي. وفي خطابٍ ألقاهُ في جامعة كاليفورنيا في بيركلي عام 2002 وصفَ كلينتون يونس «بالرجل الذي كان يجبُ أن يحصل على هذه الجائزة منذ مدّة.» على العكس من ذلك؛ ذكرت الإيكونوميست أنّ تتويجَ يونس بالجائزة كانَ خاطئًا وأوضحت السبب. وكانَ يونس قد فازَ بعددٍ من الجوائز المرموقة الأخرى على غِرار وسام الحرية الرئاسي، ميدالية الكونغرس الذهبية، جائزة رامون ماجسايساي عام 1984،  جائزة الغذاء العالمية، جائزة سيمون بوليفار عام 1996، جائزة أميرة أستورياس، ثمّ جائزة سيدني للسلام عام 1998. بالإضافة إلى ذلك؛ حصلَ يونس على 50 دكتوراه فخرية من عددٍ الجامعات عبر 20 بلدا جنبًا إلى جنبٍ معَ 113 جائزة دولية من 26 دولة مختلفة بما في ذلك الدول المتقدمة. في السياق ذاته؛ أفرجت حكومة عن عددٍ منَ الطوابع التذكارية تكريمًا له بعد فوزه بجائزة نوبل.